# Algona (Iowa)
Algona is een plaats (city) in de Amerikaanse staat Iowa, en valt bestuurlijk gezien onder Kossuth County.

## Demografie
Bij de volkstelling in 2000 werd het aantal inwoners vastgesteld op 5741. In 2006 is het aantal inwoners door het United States Census Bureau geschat op 5478, een daling van 263 (-4,6%).

## Geografie
Volgens het United States Census Bureau beslaat de plaats een oppervlakte van 11,6 km², geheel bestaande uit land. Algona ligt op ongeveer 351 m boven zeeniveau.

## Plaatsen in de nabije omgeving
De onderstaande figuur toont nabijgelegen plaatsen in een straal van 24 km rond Algona.

## Geboren
- Merrill Moore (1923-2000), rock-'n-rollzanger en boogiewoogie-pianist